# Olympische Winterspiele 2002/Teilnehmer (Chile)
| Gelbes Symbol für Goldmedaillen mit stilisierten Olympischen Ringen | Graues Symbol für Silbermedaillen mit stilisierten Olympischen Ringen | Braundes Symbol für Bronzemedaillen mit stilisierten Olympischen Ringen |
| ------------------------------------------------------------------- | --------------------------------------------------------------------- | ----------------------------------------------------------------------- |
| —                                                                   | —                                                                     | —                                                                       |

Chile nahm an den Olympischen Winterspielen 2002 im US-amerikanischen Salt Lake City mit einer Delegation von vier Männern und zwei Frauen teil.

## Flaggenträger
Die alpine Schiläuferin Anita Irarrazábal, die später im Super G an den Start ging, trug die Flagge Chiles während der Eröffnungsfeier im Rice-Eccles Stadium.

## Teilnehmer

### Biathlon
- Claudia Barrenechea
7,5 km Sprint, Frauen: 74. Platz
15 km, Frauen: 67. Platz

- Carlos Varas
10 km Sprint, Herren: 86. Platz
20 km, Herren: 86. Platz

### Ski Alpin
- Maui Gayme
Abfahrt, Männer: 48. Platz
Super G, Männer: Ausgeschieden
Riesenslalom, Männer: Ausgeschieden

- Mikael Gayme
Abfahrt, Männer: 50. Platz
Super G, Männer: Ausgeschieden

- Duncan Grob
Super G, Männer: 31. Platz

- Anita Irarrazábal
Super G, Frauen: Ausgeschieden